# Ignacije Aquilini
Ignacije Aquilini (Dubrovnik, 1642. – Orašac, 7. travnja 1715.), hrvatski pisac.

## Životopis
Sin je dubrovačkog postolara Mate. Godine 1660. ušao je u Dominikanski red u Dubrovniku i ondje završio godinu redovničke kušnje. Filozofiju i teologiju studirao je u Bologni. Predavao je dijalektiku, retoriku i kozmologiju na nekim učilištima svoga Reda u Lombardiji i potom u Dubrovniku, gdje je bio učitelj mladih redovnika i propovjednik.v 
Više puta je bio starješina u samostanima Dubrovačke dominikanske kongregacije, a jednom je bio i njezin generalni vikar. Za to vrijeme preuredio je i obnovio dubrovačku dominikansku knjižnicu te samostan i crkvu. Od 1692. do smrti bio je starješina samostana Sv. Ruže Limske u Orašcu kod Dubrovnika. Iako je od mladosti bolovao, a posljednjih dvanaest godina nije se dizao iz kreveta bio je svestran i neumoran radnik. Bavio se pisanjem, glazbom, medicinom, slikarstvom, zlatarstvom i rezbarstvom. Pisao je dosta i na hrvatskom jeziku i to ponajviše vjersko-nabožna djela od kojih su neka i tiskana.